# Republika Ałtaju
Republika Ałtaju (ros. Республика Алтай) – autonomiczna republika, wchodząca w skład Federacji Rosyjskiej, leżąca w południowej części zachodniej Syberii, w zlewisku rzek Bija i Katuń.
W ramach federacji Ałtaj graniczy z Tuwą, Chakasją, Krajem Ałtajskim oraz obwodem kemerowskim, ma także zewnętrzną granicę z Chinami (Region Autonomiczny Sinciang → Prefektura Altay), Mongolią (ajmak bajanolgijski) i Kazachstanem (obwód wschodniokazachstański).

## Geografia

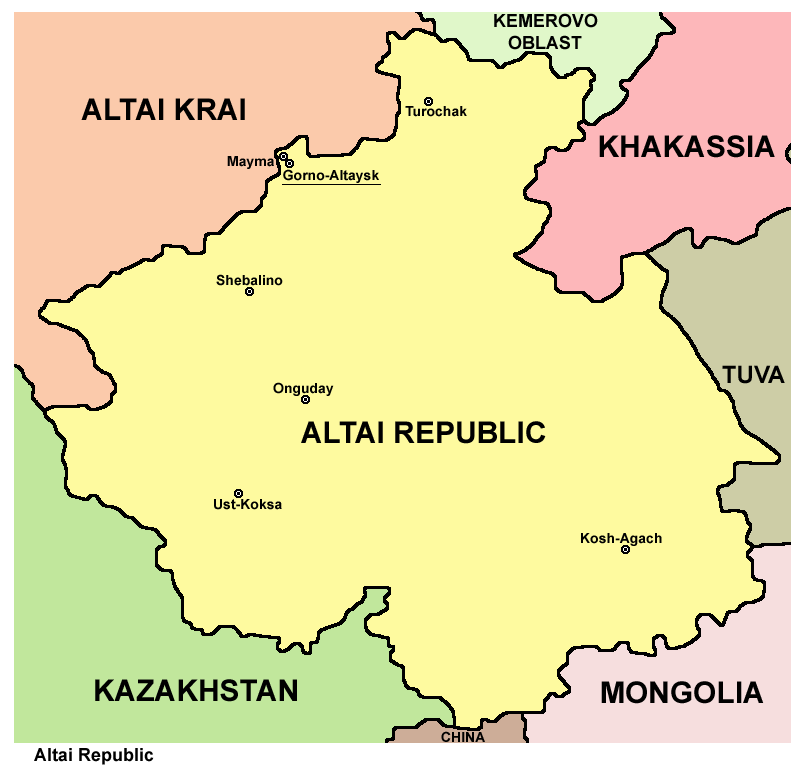

Klimat umiarkowany kontynentalny, z krótkim, gorącym latem i długą, mroźną zimą.
Powierzchnia republiki zróżnicowana, charakterystyczne wysokie grzbiety gór Ałtaj, poprzecinane głębokimi dolinami rzecznymi, rzadko szerokimi kotlinami górskimi. Najwyższa góra republiki – Biełucha (ałtajski: Kadyn-Baży), której wysokość wynosi 4506 m jest jednocześnie najwyższym punktem Syberii.

### Strefa czasowa
Republika należy do krasnojarskiej strefy czasowej (KRAT). UTC +7:00 przez cały rok. Wcześniej, przed 27 marca 2011 roku, obowiązywał czas standardowy (zimowy) strefy UTC+6:00, a czas letni – UTC+7:00.

### Przynależność do okręgów federalnych i regionów ekonomicznych
Republika Ałtaju jest częścią Syberyjskiego Okręgu Federalnego oraz Zachodniosyberyjskiego Regionu Ekonomicznego.

## Historia
Tereny obecnego Ałtaju pozostawały w przeszłości kolejno pod zwierzchnictwem: kaganatu tureckiego (552–744), Ujgurów (do połowy IX w.) i Kirgizów (do początku XIII w.). W XIII w. obszar ten wszedł w skład imperium mongolskiego Czyngis-chana. Od XVIII w. stanowił rejon kolonizacji rosyjskiej. W latach 30. XIX w. wprowadzono alfabet dla języka ałtajskiego, rosyjscy uczeni zaczęli publikować słowniki i podręczniki gramatyki, założono również pierwsze szkoły. Na początku XX w. rozwinął się na tych terenach ruch religijny (łączący elementy lamaizmu i szamanizmu), będący wyrazem oporu miejscowej ludności przeciwko Rosji (stłumiony w 1904). W czerwcu 1922 utworzono na obszarze Ałtaju Ojrocki Obwód Autonomiczny, przekształcony w styczniu 1948 w Górnoałtajski Obwód Autonomiczny. Od czerwca do grudnia 1991 Górnoałtajska SRR, od marca 1992 Republika Ałtaju.

## Demografia
Według danych za 2010 rok w republice mieszkało 206 168 osób. Następuje spadek udziału procentowego Rosjan, którzy w 1989 roku stanowili 60,36%, a w 2010 roku stanowili 55,68% ludności republiki, podczas gdy następuje ciągły przyrost udziału procentowego rdzennych Ałtajczyków, którzy stanowili w 1989 roku – 30,99%, w 2002 roku – 32,98%, w 2010 roku – 35,33% ludności. Poza tym Kazachowie (w 2010 roku – 6,07%), Ukraińcy oraz Niemcy.
Ludność miejska: 26,4%, wiejska: 73,6%.

## Podział administracyjny
Republika Ałtaju podzielona jest na 1 okręg miejski i 10 rejonów.
| Nazwa                               | Nazwa rosyjska                | Siedziba     | Powierzchnia (km²) | Populacja | Gęstość zaludnienia (os./km²) |
| ----------------------------------- | ----------------------------- | ------------ | ------------------ | --------- | ----------------------------- |
| Miasta wydzielone (okręgi miejskie) |                               |              |                    |           |                               |
| Okręg miejski Gornoałtajsk          | Городской округ Горно-Алтайск | Gornoałtajsk | 95,5               | 56 933    | 600                           |
| Rejony                              |                               |              |                    |           |                               |
| Rejon kosz-agacki                   | Кош-Агачский район            | Kosz-Agacz   | 19 845             | 18 263    | 0,92                          |
| Rejon majmiński                     | Майминский район              | Majma        | 1285               | 28 642    | 22                            |
| Rejon ongudajski                    | Онгудайский район             | Ongudaj      | 11 744             | 15 046    | 1,3                           |
| Rejon turoczacki                    | Турочакский район             | Turoczak     | 11 015             | 12 484    | 1,1                           |
| Rejon ułagański                     | Улаганский район              | Ułagan       | 18 367             | 11 388    | 0,62                          |
| Rejon ust-kański                    | Усть-Канский район            | Ust´-Kan     | 6244               | 15 007    | 2,4                           |
| Rejon ust-koksiński                 | Усть-Коксинский район         | Ust´-Koksa   | 12 960             | 17 020    | 1,3                           |
| Rejon czemalski                     | Чемальский район              | Czemał       | 3016               | 9441      | 3,1                           |
| Rejon czojski                       | Чойский район                 | Czoja        | 4526               | 8348      | 1,8                           |
| Rejon szebaliński                   | Шебалинский район             | Szebalino    | 3794               | 13 596    | 3,6                           |

## Miasta
Najważniejsze miasta Republiki Ałtaju pod względem populacji:
| Nazwa        | Nazwa rosyjska | Populacja |
| ------------ | -------------- | --------- |
| Gornoałtajsk | Горно-Алтайск  | 63 848    |
| Majma        | Майма          | 16 890    |
| Kosz-Agacz   | Кош-Агач       | 8334      |
| Ongudaj      | Онгудай        | 5786      |
| Turoczak     | Турочак        | 5250      |
| Szebalino    | Шебалино       | 5185      |
| Ust´-Kan     | Усть-Кан       | 4892      |
| Kyzył-Ozjok  | Кызыл-Озёк     | 4513      |
| Ust´-Koksa   | Усть-Кокса     | 4437      |
| Ułagan       | Улаган         | 4203      |
| Czemał       | Чемал          | 4011      |
| Aktasz       | Акташ          | 2113      |

## Gospodarka
Zakłady przemysłu włókienniczego, skórzanego, materiałów budowlanych, drzewnego i spożywczego. Na rzece Katuń elektrownie wodne Czemalska i Katuńska. Przez terytorium Ałtaju przechodzi Trakt Czujski (od Bijska do granicy z Mongolią). Region rolniczy wchodzący w skład Zachodniosyberyjskiego Regionu Ekonomicznego. Uprawa zbóż (głównie jęczmienia, owsa), roślin pastewnych, warzyw i drzew owocowych. Chów i hodowla bydła, kóz, owiec, jaków i marali. Myślistwo i eksploatacja lasów.

## Tablice rejestracyjne
Tablice pojazdów zarejestrowanych w Republice Ałtaju mają oznaczenie 04 w prawym górnym rogu nad flagą Rosji i literami RUS.

## Religia
Większość populacji republiki wyznaje prawosławie. Religią rdzennych mieszkańców – Ałtajczyków do końca XIX wieku był szamanizm; na początku XX wieku wielu przeszło na burchanizm, stanowiący połączenie buddyzmu (lamaizmu) z szamanizmem, niektórzy zaś przyjęli prawosławie. Kilka procent populacji (głównie Kazachowie) wyznaje islam. Nieliczną grupę stanowią Świadkowie Jehowy.